# Venda de proximitat
La venda de proximitat és un distintiu alimentari creat pel Departament d'Agricultura, Ramaderia, Pesca i Alimentació regulat mitjançat el decret 24/2013, de 8 de gener. Pel qual els productors agraris poden obtenir una acreditació que identifiqui els seus productes com a procedents d'una explotació agrària ubicada a Catalunya Es pretén ajudar a maximitzar els esforços de foment i promoció dels productes de temporada, millorar la sensibilitat envers l'entorn, reduir la petjada de carboni i conservar el paisatge.
L'objectiu de la Generalitat alhora crear el distintiu és identificar la venda de productes agroalimentaris, procedents de la terra o de la ramaderia i/o resultat d'un procés d'elaboració o de transformació que es realitza en favor del consumidor final, directament o mitjançant la intervenció d'una persona intermediària, per part dels productors o agrupacions de productors agraris.

## Modalitats
Es poden distingir dues modalitats:
Venda de proximitat directa
És la que fan directament els productors o les agrupacions de productors agraris en favor del consumidor o consumidora final, sense la intervenció de persona intermediària.
La venda directa es pot dur a terme en la pròpia l'explotació, en agrobotigues de les agrupacions de productors agraris, en mercats locals, en fires-mercats o en altres llocs que no siguin establiments comercials permanents.
La venda directa es pot efectuar també a distància, o bé de forma ambulant d'acord amb el que estableix la normativa vigent sobre comerç interior.
Venda de proximitat circuit curt
És la que duen a terme productors o agrupacions de productors agraris en favor del consumidor o consumidora final, amb la intervenció d'una persona intermediària.
La venda en circuit curt es pot fer en establiments minoristes, agrobotigues de les agrupacions de productors agraris que actuen com a intermediàries, en establiments de turisme rural i en establiments de restauració, inclosos els establiments de restauració col·lectiva, sempre que aquesta venda s'ajusti als criteris establerts en aquest Decret.
La venda en circuit curt es pot efectuar també a distància, o bé de forma ambulant d'acord amb el que estableix la normativa vigent sobre comerç interior.

## Guia per a la venda de proximitat dels productes agroalimentaris
S'ha editat una Guia per a la venda de proximitat dels productes agroalimentaris amb l'objectiu de crear una eina per aplicar de la normativa higienicosanitària als productors agraris que es dediquen a la venda de proximitat. La redacció d'aquesta Guia ha seguit un procediment atípic, l'ha elaborada un grup de treball format per representants dels diferents departaments de la Generalitat amb competències en matèria de seguretat alimentària i per experts i representants de diverses associacions i institucions que treballen en temes vinculats amb aquesta activitat, com ara Unió de Pagesos, Joves Agricultors i Ramaders de Catalunya, RuralCat i la Federació de Cooperatives Agràries de Catalunya.

## Productors adherits
El productors poden sol·licitar l'adhesió dins la Declaració Única Agrària (DUN). Periòdicament la Generalitat actualitza el llistat de productors adherits.